# جاري بيدل
جاري بيدل (بالإنجليزية: Gary Beadle)‏ هو ممثل بريطاني، ولد في 1965 بلندن في المملكة المتحدة.

## أعمال

### أفلام
- (2007) حتى الموت
- (2015) في قلب البحر[4][5]

## وصلات خارجية
- جاري بيدل على موقع IMDb (الإنجليزية)
- جاري بيدل على موقع ألو سيني (الفرنسية)
- جاري بيدل على موقع أول موفي (الإنجليزية)
- جاري بيدل على موقع قاعدة بيانات الفيلم (الإنجليزية)
- جاري بيدل على موقع كينوبويسك (الروسية)